# In the Land of Hi-Fi (Patti Page)
In the Land of Hi-Fi is een studioalbum van de Amerikaanse popzangeres Patti Page. Het werd in 1956 uitgegeven door EmArcy Records, een sublabel van Mercury Records voor jazzplaten. Page werkte voor dit album samen met arrangeur Pete Rugolo. Het Franse platenlabel bracht het album in 2009 opnieuw uit, ditmaal met als titel Patti Page with Pete Rugolo and His Orchestra.

## Liedjes
| Nr. | Titel                               | Schrijver(s)                              | Duur |
| --- | ----------------------------------- | ----------------------------------------- | ---- |
| 1.  | Nevertheless (I'm in Love with You) | Bert Kalmar en Harry Ruby                 | 1:44 |
| 2.  | Out of Nowhere                      | Johnny Green en Edward Heyman             | 2:16 |
| 3.  | The Lady Is a Tramp                 | Lorenz Hart en Richard Rodgers            | 2:42 |
| 4.  | The Thrill Is Gone                  | Lew Brown en Ray Henderson                | 2:51 |
| 5.  | A Foggy Day                         | George Gershwin en Ira Gershwin           | 2:44 |
| 6.  | Mountain Greenery                   | Lorenz Hart en Richard Rodgers            | 2:23 |
| 7.  | I've Got My Eyes on You             | Dave Burgess en Cole Porter               | 1:35 |
| 8.  | My Kind of Love                     | Louis Alter en Charles Trenet             | 1:32 |
| 9.  | I Didn't Know About You             | Duke Ellington en Bob Russell             | 2:39 |
| 10. | My Sin                              | Lew Brown, Buddy DeSylva en Ray Henderson | 1:40 |
| 11. | Taking a Chance on Love             | Vernon Duke, Ted Fetter en John Latouche  | 1:23 |
| 12. | Love for Sale                       | Cole Porter                               | 2:29 |
| 13. | I've Got My Eyes on You             | Dave Burgess en Cole Porter               | 1:34 |

## Musici
- Patti Page - zang
- Don Fagerquist - trompet
- Pete Candoli - trompet
- Buddy Childers - trompet
- Chico Alvarez - trompet
- Bud Shank - altsaxofoon
- Buddy Collette - altsaxofoon
- Georgie Auld - tenorsaxofoon

- Ted Nash - tenorsaxofoon
- Dave Pell - saxofoon
- Paul Horn - blaasinstrumenten
- Bob Cooper - blaasinstrumenten
- J.J. Johnson - trombone
- Kai Winding - trombone
- Frank Rosolino - trombone

- Milt Bernhart - trombone
- John Graas - hoorn
- Jimmy Rowles - piano
- Howard Roberts - gitaar
- Larry Bunker - percussie
- Alvin Stoller - percussie
- Red Mitchell - basgitaar